# Toni Villa
Laureano Antonio "Toni" Villa Suárez (nascut el 7 de gener de 1995), conegut comunament com a Toni, és un futbolista professional murcià que juga com a lateral esquerre a la SD Eibar.

## Carrera de club
Nascut a Múrcia, Toni va representar el Reial Valladolid en etapa juvenil. Va fer el seu debut com a sènior amb el filial el 23 d'abril de 2014, entrant com a substitut a la mitja part en un 5-1 a casa contra el Racing Lermeño CF en partit de Tercera Divisió.
Toni va marcar el seu primer gol com a sènior el 28 de setembre de 2014, marcant el gol guanyador en una victòria a casa per 4-3 davant el Reial Oviedo al campionat de Segona Divisió B. El 8 de juny de 2016 va ampliar el seu contracte fins al 2018, però el 4 d'agost va ser cedit a un altre equip de tercera categoria, la Cultural i Deportiva Leonesa.
El 12 de juny de 2017, després d'ajudar la Cultural en l'ascens a Segona Divisió després de 42 anys, Toni va tornar a Valladolid, amb el club activant la seva clàusula de recompra, i va ser adscrit definitivament a la plantilla també a segona divisió. Va fer el seu debut com a professional el 3 de setembre, substituint Míchel en una victòria a casa per 2-0 contra el CD Tenerife.
El 4 de desembre de 2017, Toni va renovar el seu contracte fins al 2021. Va marcar el seu primer gol com a professional el 12 de maig següent en una derrota a casa per 3-2 contra l'Albacete Balompié, i va contribuir amb 30 aparicions a la Lliga mentre el seu equip va aconseguir l'ascens a la primera divisió.
Toni va debutar a la categoria principal del futbol espanyol el 17 d'agost de 2018, com a titular en un empat a 0 a casa davant el Girona FC. El seu primer gol en la categoria va arribar el dia 1 de desembre, tot i que en una derrota per 4–2 a casa contra el CD Leganés.
L'1 de setembre de 2022, Toni va signar contracte per tres anys amb el Girona FC de primera divisió. El 26 d'agost de 2024, després de passar la campanya anterior com a substitut amb només dues aparicions, va cancel·lar el contracte.
El 27 d'agost de 2024, Toni va acceptar un contracte de dos anys amb la SD Eibar a la segona divisió.